# Grüsch
Grüsch är en ort och kommun i regionen Prättigau/Davos i kantonen Graubünden, Schweiz. Kommunen har 2 161 invånare (2023). Den ligger i nedre delen av dallandskapet Prättigau. I kommunen finns också orterna Valzeina och Fanas. Dessa orter var tidigare självständiga kommuner, men inkorporerades 1 januari 2011 i Grüsch.